# Società Sportiva Maceratese 1950-1951
Questa pagina raccoglie le informazioni riguardanti la Società Sportiva Maceratese nelle competizioni ufficiali della stagione 1950-1951.

## Rosa
| N. |                      | Ruolo | Calciatore         |
| -- | -------------------- | ----- | ------------------ |
|    | Italia (bandiera)    | A     | Ennio Battistelli  |
|    | Italia (bandiera)    | A     | A. Bizzitelli      |
|    | Italia (bandiera)    | P     | B. Bruni           |
|    | Italia (bandiera)    | C     | Astorre Cattabrini |
|    | Argentina (bandiera) | C     | José Compagnucci   |
|    | Italia (bandiera)    | D     | Silvio Di Gennaro  |
|    | Polonia (bandiera)   | C     | G.Iola             |
|    | Norvegia (bandiera)  | A     | M. Helmersen       |

| N. |                   | Ruolo | Calciatore         |
| -- | ----------------- | ----- | ------------------ |
|    | Italia (bandiera) | C     | Mario Mosca        |
|    | Italia (bandiera) | C     | Aldo Morsan        |
|    | Italia (bandiera) | A     | Vittorio Pin (cap) |
|    | Italia (bandiera) | A     | Bruno Ragazzini    |
|    | Italia (bandiera) | P     | B. Sberbati        |
|    | Italia (bandiera) | D     | P. Tirelli         |
|    | Italia (bandiera) | C     | Aldo Vittori       |